# Harzklippen

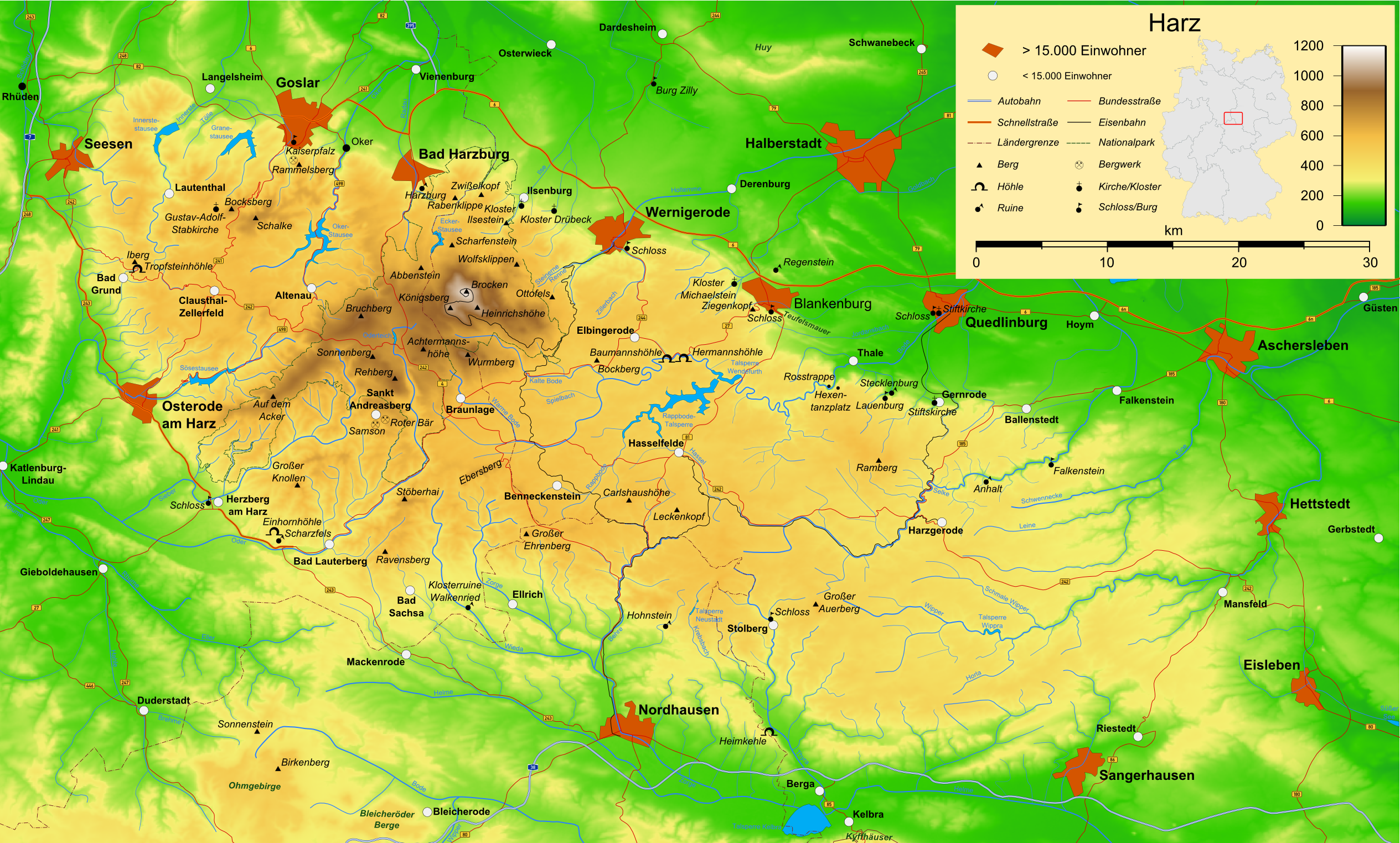
Topografie des Harzes

Harzklippen nennt man die zahlreichen Felsformationen und -vorsprünge im Harz, einem deutschen Mittelgebirge in Niedersachsen, Sachsen-Anhalt und Thüringen. Sie bestehen häufig aus Granit und haben meist den Status eines Naturdenkmals.
Die folgende Liste enthält, in alphabetischer Reihenfolge, eine Auswahl von Harzklippen mit – wenn recherchiert bzw. bekannt – Geo-Koordinaten und Höhe in Meter (m) über Normalhöhennull (NHN):
| Harzklippe                              | Koordinaten                                                           | Höhe                                                                  | Lage                                                                         | Bundesland     |
| --------------------------------------- | --------------------------------------------------------------------- | --------------------------------------------------------------------- | ---------------------------------------------------------------------------- | -------------- |
| Achtermannstor                          | 51° 45′ 35″ N, 10° 34′ 18″ O                                          | max. ca. 890 m ü. NHN                                                 | auf der Achtermannshöhe, nahe Braunlage                                      | Niedersachsen  |
| Ackertklippe                            | 51° 44′ 39″ N, 10° 46′ 0″ O                                           | max. ca. 340 m ü. NHN                                                 | am Ortsrand von Königshütte                                                  | Sachsen-Anhalt |
| Adlerklippen                            | 51° 52′ 37″ N, 10° 28′ 26″ O                                          | max. ca. 340 m                                                        | im Tal der Oker, bei Goslar-Oker                                             | Niedersachsen  |
| Adlersklippen                           | 51° 45′ 29″ N, 11° 4′ 55″ O                                           |                                                                       | Teil der Teufelsmauer, bei Weddersleben                                      | Sachsen-Anhalt |
| Ahrendsberger Klippen                   | 51° 51′ 15″ N, 10° 28′ 4″ O                                           | bei ca. 550 m                                                         | am Großer Ahrendsberg, zwischen Oker und Schulenberg                         | Niedersachsen  |
| Ahrentsklint Ahrentsklintklippe         | 51° 46′ 23″ N, 10° 40′ 1″ O                                           | max. 822,4 m                                                          | am Erdbeerkopf, bei Schierke                                                 | Sachsen-Anhalt |
| Allerklippe                             | 51° 45′ 17″ N, 10° 24′ 44″ O                                          | bei. ca. 600 m                                                        | am Allerberg, nahe Kamschlacken                                              | Niedersachsen  |
| Altarklippen                            | 51° 53′ 19″ N, 10° 19′ 40″ O                                          | max. ca. 490 m                                                        | am Heimberg, nahe Lautenthal                                                 | Niedersachsen  |
| Anhaltinischer Saalstein                | 51° 42′ 59″ N, 11° 6′ 17″ O                                           | max. ca. 393 m                                                        | im Tal des Kältetalbachs, nahe Bad Suderode, im NSG Anhaltinischer Saalstein | Sachsen-Anhalt |
| Bärenklippe                             | 51° 46′ 45″ N, 10° 41′ 42″ O                                          | bei ca. 870 m                                                         | Teil der Hohneklippen des Hohnekamms, zwischen Wernigerode und Schierke      | Sachsen-Anhalt |
| Bäumlersklippe                          | 51° 51′ 17″ N, 10° 40′ 3″ O                                           | bei ca. 350 m                                                         | auf dem Meineberg, bei Ilsenburg                                             | Sachsen-Anhalt |
| Bielstein                               | 51° 43′ 19″ N, 10° 55′ 54″ O                                          | bei ca. 420 m                                                         | am Kleinen Mühlental, bei Altenbrak                                          | Sachsen-Anhalt |
| Bielsteinklippe                         | 51° 46′ 58″ N, 10° 55′ 32″ O                                          | bei ca. 385 m                                                         | am Bielstein, bei Hüttenrode                                                 | Sachsen-Anhalt |
| Böser Kleef                             | 51° 43′ 49″ N, 10° 56′ 57″ O                                          | bei ca. 410 m                                                         | bei Altenbrak                                                                | Sachsen-Anhalt |
| Brandnerklippe                          | 51° 46′ 47″ N, 10° 27′ 40″ O                                          | bei ca. 760 m                                                         | nahe dem Bruchberg, bei Altenau                                              | Niedersachsen  |
| Bremer Klippe                           | 51° 37′ 55″ N, 10° 36′ 15″ O                                          | bei ca. 550 m                                                         | auf dem Jagdkopf, zwischen Wieda und Zorge                                   | Niedersachsen  |
| Breitesteinklippen                      | 51° 46′ 7″ N, 10° 33′ 36″ O                                           | bei. ca. 840 m                                                        | auf der Achtermannshöhe, nahe Torfhaus                                       | Niedersachsen  |
| Brockenkinderklippe                     | 51° 47′ 27″ N, 10° 38′ 55″ O                                          | bei ca. 905 m                                                         | auf dem Renneckenberg, zwischen Wernigerode und Schierke                     | Sachsen-Anhalt |
| Brockentor                              | 51° 47′ 22″ N, 10° 37′ 45″ O                                          | max. 1039,5 m                                                         | auf der Heinrichshöhe (1045 m), zwischen Wernigerode und Schierke            | Sachsen-Anhalt |
| Bülowshöhe                              | 51° 44′ 24″ N, 11° 1′ 17″ O                                           | bei ca. 380 m                                                         | auf dem Roßtrappenberg, bei Thale                                            | Sachsen-Anhalt |
| Dreibrodesteine                         | 51° 43′ 57″ N, 10° 30′ 40″ O                                          | bei ca. 641 m                                                         | am Berg beim Flurstück Waage, nahe Sankt Andreasberg                         | Niedersachsen  |
| Dühringsklippe                          | 51° 35′ 56″ N, 10° 46′ 51″ O                                          | max. 504,8 m                                                          | auf dem Netzberg, bei Netzkater                                              | Thüringen      |
| Elfenstein                              | 51° 52′ 45″ N, 10° 31′ 38″ O                                          | max. ca. 420 m                                                        | auf dem Elfenstein, bei Bad Harzburg                                         | Niedersachsen  |
| Elversstein                             | 51° 48′ 17″ N, 10° 44′ 5″ O                                           | max. ca. 499 m                                                        | auf dem Steinberg, bei Hasserode                                             | Sachsen-Anhalt |
| Ettersklippe                            | 51° 51′ 56″ N, 10° 33′ 40″ O                                          | bei ca. 440 m                                                         | am Ettersberg, bei Bad Harzburg                                              | Niedersachsen  |
| Falkenklippe                            | 51° 43′ 5″ N, 10° 57′ 34″ O                                           | max. 405,2 m                                                          | im Bodetal, zwischen Altenbrak und Treseburg                                 | Sachsen-Anhalt |
| Feigenbaumklippe Feigenbaumkanzel       | 51° 51′ 50″ N, 10° 28′ 51″ O                                          | bei ca. 540 m                                                         | am Huthberg, zwischen Oker und Schulenberg                                   | Niedersachsen  |
| Ferdinandsstein                         | 51° 49′ 24″ N, 10° 39′ 8″ O                                           | bei ca. 639 m                                                         | nahe Ilsenburg                                                               | Sachsen-Anhalt |
| Feuersteinklippe                        | 51° 46′ 0″ N, 10° 40′ 36″ O                                           | bei ca. 710 m                                                         | nahe Bahnhof Schierke                                                        | Sachsen-Anhalt |
| Freundschaftsklippe                     | 51° 39′ 57″ N, 11° 8′ 1″ O                                            | bei ca. 350 m                                                         | an der Schalkenburg zwischen Alexisbad und Mägdesprung                       | Sachsen-Anhalt |
| Geroldsklippen                          | 51° 43′ 30″ N, 11° 4′ 27″ O                                           | max. ca. 390 m                                                        | im Tal des Wurmbachs, nahe Stecklenberg                                      | Sachsen-Anhalt |
| Gewitterklippen                         | 51° 43′ 47″ N, 10° 56′ 57″ O                                          | max. ca. 400 m                                                        | im Bodetal, zwischen Thale und Treseburg                                     | Sachsen-Anhalt |
| Gipfelklippe                            | 51° 47′ 23″ N, 10° 35′ 49″ O                                          | max. 1033,5 m                                                         | auf dem Königsberg, zwischen Ilsenburg und Schierke                          | Sachsen-Anhalt |
| Glückaufklippen                         | 51° 43′ 19″ N, 10° 30′ 53″ O                                          | max. ca. 670 m                                                        | an der Kuppe, bei Sankt Andreasberg                                          | Niedersachsen  |
| Goldenkerklippe                         | 51° 44′ 2″ N, 10° 25′ 21″ O                                           | max. ca. 840 m                                                        | Auf dem Acker                                                                | Niedersachsen  |
| Grenzklippe                             | 51° 46′ 59″ N, 10° 41′ 18″ O                                          | bei ca. 886 m                                                         | Teil der Hohneklippen des Hohnekamms, zwischen Wernigerode und Schierke      | Sachsen-Anhalt |
| Große Rabenklippe                       | 51° 43′ N, 10° 49′ O                                                  | bei ca. 440 m                                                         | am Rappbodestausee, bei Hasselfelde                                          | Sachsen-Anhalt |
| Große Teufelsmühle                      | 51° 41′ 5″ N, 11° 4′ 46″ O                                            | max. ca. 581 m                                                        | auf der Viktorshöhe, bei Friedrichsbrunn                                     | Sachsen-Anhalt |
| Große Wurmbergklippe / Große Klippe     | 51° 44′ 54″ N, 10° 36′ 53″ O                                          | max. 823,8 m                                                          | auf dem Wurmberg, bei Braunlage                                              | Niedersachsen  |
| Große Zeterklippe / Obere Zeterklippe   | 51° 48′ 11″ N, 10° 38′ 35″ O                                          | max. 929,7 m                                                          | auf dem Renneckenberg, zwischen Wernigerode und Schierke                     | Sachsen-Anhalt |
| Großer Kurfürst                         | 51° 52′ 3″ N, 10° 28′ 42″ O                                           | bei ca. 465 m                                                         | am Huthberg, zwischen Oker und Schulenberg                                   | Niedersachsen  |
| Hahnenkleeklippen                       | 51° 44′ 7″ N, 10° 33′ 47″ O                                           | max. ca. 750 m                                                        | östlich des Odertals, bei Braunlage                                          | Niedersachsen  |
| Hammersteinklippen                      | 51° 46′ 0″ N, 10° 27′ 1″ O                                            | max. ca. 780 m                                                        | Auf dem Acker                                                                | Niedersachsen  |
| Hanskühnenburgfelsen                    | 51° 43′ 40″ N, 10° 24′ 13″ O                                          | bei ca. 815 m                                                         | an der Hanskühnenburg, Auf dem Acker                                         | Niedersachsen  |
| Hanskühnenburgklippe                    | 51° 43′ 48″ N, 10° 24′ 23″ O                                          | bei ca. 818 m                                                         | nahe der Hanskühnenburg, Auf dem Acker                                       | Niedersachsen  |
| Harschenhöllenklippe                    | 51° 50′ 36″ N, 10° 42′ 8″ O                                           | bei / max. 411 m                                                      | am Halberstädter Berg, bei Oehrenfeld                                        | Sachsen-Anhalt |
| Hausmannsklippen                        | 51° 52′ 7″ N, 10° 36′ 40″ O                                           | max. ca. 480 m                                                        | am Kaltetalskopf, bei Bad Harzburg                                           | Niedersachsen  |
| Hexenaltar                              | 51° 47′ 51″ N, 10° 36′ 59″ O                                          |                                                                       | auf dem Brocken                                                              | Sachsen-Anhalt |
| Hexenküche                              | 51° 52′ 1″ N, 10° 29′ 2″ O                                            | bei ca. 570 m                                                         | auf dem Huthberg, zwischen Oker und Schulenberg                              | Niedersachsen  |
| Hirschhornklippen Hirschhörner          | 51° 47′ 28″ N, 10° 35′ 38″ O                                          | bei 1023,2 m                                                          | auf dem Königsberg, zwischen Ilsenburg und Schierke                          | Sachsen-Anhalt |
| Hohe Klippen                            | 51° 44′ 9″ N, 10° 32′ 55″ O                                           | max. ca. 770 m                                                        | westlich oberhalb der Oder, auf dem Rehberg, bei Sankt Andreasberg           | Niedersachsen  |
| Hoher Kleef                             | 51° 45′ 14″ N, 10° 50′ 46″ O                                          | max. ca. 306 m                                                        | bei Rübeland                                                                 | Sachsen-Anhalt |
| Hopfensäcke                             | 51° 47′ 26″ N, 10° 33′ 54″ O                                          | max. ca. 875 m                                                        | nahe dem Quitschenberg, am Brockenfeld, bei Torfhaus                         | Niedersachsen  |
| Ifenkopferklippe                        | 51° 46′ 10″ N, 10° 25′ 45″ O                                          | max. ca. 650 m                                                        | auf dem Ifenkopf, zwischen Altenau und Kamschlacken                          | Niedersachsen  |
| Ilsestein                               | 51° 50′ 48″ N, 10° 39′ 42″ O                                          | max. 473,2 m                                                          | bei Ilsenburg                                                                | Sachsen-Anhalt |
| Jungfernklippe                          | 51° 48′ 15″ N, 10° 30′ 49″ O                                          | max. ca. 660 m                                                        | am Dehnenkopf, nahe Torfhaus                                                 | Niedersachsen  |
| Jungfernklippe                          | 51° 37′ 26″ N, 10° 37′ 46″ O                                          | max. ca. 390 m                                                        | auf dem Kleinen Staufenberg, bei Zorge                                       | Niedersachsen  |
| Kästeklippen                            | 51° 52′ 6″ N, 10° 29′ 0″ O                                            | max. 604,8 m                                                          | auf dem Huthberg, zwischen Oker und Schulenberg                              | Niedersachsen  |
| Kahle Klippe                            | 51° 48′ 13″ N, 10° 35′ 56″ O                                          | max. 1011,5 m                                                         | auf dem Westhang des Brockens                                                | Sachsen-Anhalt |
| Kanapeeklippe                           | 51° 43′ 35″ N, 10° 23′ 46″ O                                          | max. ca. 750 m                                                        | Auf dem Acker                                                                | Niedersachsen  |
| Kanzelklippe                            | 51° 46′ 45″ N, 10° 37′ 2″ O                                           | max. ca. 940 m                                                        | auf dem Königsberg, zwischen Ilsenburg und Schierke                          | Sachsen-Anhalt |
| Kapellenklippe                          | 51° 47′ 12″ N, 10° 39′ 22″ O                                          | bei ca. 910 m                                                         | auf dem Renneckenberg (am Pferdekopf), zwischen Wernigerode und Schierke     | Sachsen-Anhalt |
| Kattnäse                                | 51° 52′ 46″ N, 10° 36′ 37″ O                                          | bei ca. 580 m                                                         | am Mittelberg, bei Bad Harzburg                                              | Niedersachsen  |
| Kesselklippe (Königsberg)               | 51° 47′ 10″ N, 10° 36′ 23″ O                                          | max. ca. 975 m                                                        | auf dem Königsberg, zwischen Ilsenburg und Schierke                          | Sachsen-Anhalt |
| Kesselklippe (Schierke)                 | 51° 46′ 5″ N, 10° 39′ 22″ O                                           | bei ca. 650 m                                                         | Südwestflanke des Erdbeerkopfs, bei Schierke                                 | Sachsen-Anhalt |
| Kleine Rabenklippe                      | 51° 42′ 49″ N, 10° 48′ 29″ O                                          |                                                                       | am Rappbodestausee, bei Hasselfelde                                          | Sachsen-Anhalt |
| Kleine Teufelsmühle                     | 51° 41′ 8″ N, 11° 4′ 52″ O                                            | bei ca. 577 m                                                         | auf der Viktorshöhe, bei Friedrichsbrunn                                     | Sachsen-Anhalt |
| Kleine Wurmbergklippe (Kleine Klippe)   | 51° 44′ 29″ N, 10° 37′ 2″ O                                           | bei ca. 690 m                                                         | auf dem Wurmberg, bei Braunlage                                              | Niedersachsen  |
| Kleine Zeterklippe (Untere Zeterklippe) | 51° 48′ 31″ N, 10° 38′ 27″ O                                          | max. ca. 827 m                                                        | auf dem Renneckenberg, zwischen Wernigerode und Schierke                     | Sachsen-Anhalt |
| Landmannklippe                          | 51° 47′ 22″ N, 10° 40′ 39″ O                                          | bei ca. 840 m                                                         | Teil der Hohneklippen des Hohnekamms, zwischen Wernigerode und Schierke      | Sachsen-Anhalt |
| Leistenklippe                           | 51° 46′ 54″ N, 10° 41′ 40″ O                                          | bei ca. 900,6 m                                                       | Teil der Hohneklippen des Hohnekamms, zwischen Wernigerode und Schierke      | Sachsen-Anhalt |
| Luisenklippe                            | 51° 47′ 48″ N, 10° 34′ 5″ O                                           | Teil der Quitschenbergklippen                                         | auf dem Quitschenberg, bei Torfhaus                                          | Niedersachsen  |
| Margaretenklippen                       | 51° 52′ 58″ N, 10° 22′ 22″ O                                          | max. ca. 400 m                                                        | auf dem Glockenberg, bei Goslar                                              | Niedersachsen  |
| Mäuseklippe                             | 51° 45′ 26″ N, 10° 39′ 6″ O                                           | bei ca. 660 m                                                         | am Barenberg, bei Elend und Schierke                                         | Sachsen-Anhalt |
| Mausefalle                              | 51° 51′ 50″ N, 10° 28′ 55″ O                                          | bei ca. 550 m                                                         | am Huthberg, zwischen Oker und Schulenberg                                   | Niedersachsen  |
| Mittlere Zeterklippe                    | 51° 48′ 25″ N, 10° 38′ 28″ O                                          | max. ca. 866 m                                                        | auf dem Renneckenberg, zwischen Wernigerode und Schierke                     | Sachsen-Anhalt |
| Mönchskappenklippe                      | 51° 44′ 49″ N, 10° 27′ 45″ O                                          | max. ca. 680 m                                                        | Auf dem Acker                                                                | Niedersachsen  |
| Muxklippe                               | 51° 50′ 59″ N, 10° 34′ 43″ O                                          | max. ca. 550 m                                                        | am Hasselkopf, bei Bad Harzburg                                              | Niedersachsen  |
| Ohrenklippen                            | 51° 48′ 15″ N, 10° 40′ 7″ O                                           | max. ca. 710 m                                                        | an der Hohen Wand, bei Wernigerode-Hasserode                                 | Sachsen-Anhalt |
| Okerstein                               | 51° 46′ 57″ N, 10° 28′ 26″ O                                          | max. ca. 762 m                                                        | am Bruchberg, nahe Altenau                                                   | Niedersachsen  |
| Ottofels                                | 51° 47′ 49″ N, 10° 42′ 43″ O                                          | max. ca. 620 m                                                        | zwischen Wernigerode und dem Hohnekamm                                       | Sachsen-Anhalt |
| Paternosterklippe                       | 51° 50′ 32″ N, 10° 39′ 27″ O                                          | max. ca. 522 m                                                        | nahe der Plessenburg, bei Ilsenburg                                          | Sachsen-Anhalt |
| Pferdediebsklippe                       | 51° 50′ 57″ N, 10° 34′ 0″ O                                           | bei ca. 550 m                                                         | am Hasselkopf, bei Bad Harzburg                                              | Niedersachsen  |
| Pionierklippe                           | 51° 39′ 27″ N, 11° 7′ 41″ O                                           |                                                                       | Selketalstieg zwischen Alexisbad und Mägdesprung                             | Sachsen-Anhalt |
| Präzeptorklippe                         | 51° 43′ 35″ N, 10° 51′ 56″ O                                          |                                                                       | im Rappbodestausee, unweit Hasselfelde                                       | Sachsen-Anhalt |
| Preußischer Saalstein                   | 51° 43′ 1″ N, 11° 6′ 6″ O                                             | max. ca. 405 m                                                        | im Tal des Kältetalbachs, nahe Bad Suderode                                  | Sachsen-Anhalt |
| Quitschenbergklippen                    | 51° 47′ 48″ N, 10° 34′ 5″ O                                           | max. ca. 860 m                                                        | mit Luisenklippe auf dem Quitschenberg, bei Torfhaus                         | Niedersachsen  |
| Rabenklippe                             | 51° 51′ 33″ N, 10° 28′ 2″ O                                           | ca. 370 bis 450 m                                                     | am Birkenkopf, zwischen Oker und Schulenberg                                 | Niedersachsen  |
| Rabenklippe                             | 51° 51′ 52″ N, 10° 36′ 17″ O                                          | max. ca. 550 m                                                        | am Kaltetalskopf, bei Bad Harzburg                                           | Niedersachsen  |
| Rabenklippe                             | 51° 47′ 6″ N, 10° 36′ 32″ O                                           | max. ca. 976,8 m                                                      | auf dem Königsberg, zwischen Ilsenburg und Schierke                          | Sachsen-Anhalt |
| Rabenklippen                            | siehe Große Rabenklippe oder Kleine Rabenklippe                       | siehe Große Rabenklippe oder Kleine Rabenklippe                       | siehe Große Rabenklippe oder Kleine Rabenklippe                              | Sachsen-Anhalt |
| Ravensklippen                           | 51° 50′ 9″ N, 10° 26′ 40″ O                                           | max. ca. 490 m                                                        | am Dietrichsberg, bei Schulenberg                                            | Niedersachsen  |
| Roßtrappe                               | 51° 44′ 6″ N, 11° 1′ 5″ O                                             | max. 403 m                                                            | bei Thale am Roßtrappenberg (Bodetal)                                        | Sachsen-Anhalt |
| Rudolfklippe                            | 51° 51′ 20″ N, 10° 33′ 21″ O                                          | max. ca. 570 m                                                        | auf dem Winterberg, bei Bad Harzburg                                         | Niedersachsen  |
| Sachsenstein                            | 51° 52′ 23″ N, 10° 34′ 43″ O                                          | bei ca. 500 m                                                         | am Sachsenberg, bei Bad Harzburg                                             | Niedersachsen  |
| Sachsensteinklippen                     | 51° 34′ 56″ N, 10° 34′ 52″ O                                          | max. ca. 320 m                                                        | am Sachsenstein, zwischen Bad Sachsa und Neuhof                              | Niedersachsen  |
| Sandbrinkklippen                        | 51° 46′ 30″ N, 10° 35′ 41″ O                                          | max. ca. 845 m                                                        | nahe dem Königsberg, beim Brockenfeld, zwischen Ilsenburg und Schierke       | Sachsen-Anhalt |
| Scharfensteinklippe                     | 51° 49′ 55″ N, 10° 36′ 4″ O                                           | max. 697,6 m                                                          | am und auf dem Scharfenstein (Ilsenburg), bei Ilsenburg                      | Sachsen-Anhalt |
| Scharfensteinklippe                     | 51° 48′ 35″ N, 10° 47′ 54″ O                                          | max. 462,4 m                                                          | am und auf dem Scharfenstein (Wernigerode), bei Wernigerode                  | Sachsen-Anhalt |
| Scherstorklippen                        | 51° 45′ 1″ N, 10° 39′ 25″ O                                           | max. ca. 694 m                                                        | am Barenberg, bei Elend und Schierke                                         | Sachsen-Anhalt |
| Schluftkopfklippe                       | 51° 46′ 41″ N, 10° 37′ 14″ O                                          | bei ca. 805 m                                                         | auf dem Königsberg, zwischen Ilsenburg und Schierke                          | Sachsen-Anhalt |
| Schnarcherklippen                       | 51° 45′ 16″ N, 10° 39′ 59″ O                                          | max. ca. 671 m                                                        | auf dem Barenberg, bei Elend und Schierke                                    | Sachsen-Anhalt |
| Schusterklippe                          | 51° 46′ 54″ N, 10° 27′ 19″ O                                          | bei ca. 705 m                                                         | nahe dem Bruchberg, bei Altenau                                              | Niedersachsen  |
| Seilerklippe                            | 51° 43′ 17″ N, 10° 23′ 2″ O                                           | bei ca. 760 m                                                         | nahe dem Haspelkopf, Auf dem Acker                                           | Niedersachsen  |
| Sergeantenklippe                        | 51° 43′ 51″ N, 10° 22′ 51″ O                                          | max. ca. 680 m                                                        | auf dem Großen Breitenberg, bei Riefensbeek                                  | Niedersachsen  |
| Siebenwochenklippe                      | 51° 46′ 1″ N, 10° 25′ 43″ O                                           | max. ca. 520 m                                                        | am Ifenkopf, zwischen Altenau und Kamschlacken                               | Niedersachsen  |
| Sösestein                               | 51° 45′ 59″ N, 10° 27′ 8″ O                                           | max. ca. 730 m                                                        | Auf dem Acker                                                                | Niedersachsen  |
| Sommerklippen                           | 51° 43′ 34″ N, 11° 4′ 0″ O                                            | max. ca. 410 m                                                        | im Tal des Wurmbachs, nahe Stecklenberg                                      | Sachsen-Anhalt |
| Sonnenklippe                            | 51° 43′ 19″ N, 10° 58′ 12″ O                                          | bei. ca. 360 m                                                        | am Hagedornsberg, nahe Treseburg, im Bodetal                                 | Sachsen-Anhalt |
| Sophienklippe                           | 51° 42′ 56″ N, 10° 21′ 52″ O                                          | max. ca. 650 m                                                        | am Haspelkopf, Auf dem Acker                                                 | Niedersachsen  |
| Spießerklippe                           | 51° 42′ 51″ N, 10° 21′ 31″ O                                          | max. ca. 640 m                                                        | am Haspelkopf, Auf dem Acker                                                 | Niedersachsen  |
| Spitze Klippe                           | 51° 43′ 9″ N, 10° 54′ 55″ O                                           | bei ca. 430 m                                                         | im Großen Mühlental, nahe Altenbrak                                          | Sachsen-Anhalt |
| Sperrentaler Klippe                     | 51° 42′ 56″ N, 10° 30′ 31″ O                                          |                                                                       | am Gerenner Weg, am Totenberg, bei Sankt Andreasberg                         | Niedersachsen  |
| Stangenklippe                           | 51° 46′ 32″ N, 10° 37′ 31″ O                                          | max. 820,2 m                                                          | auf dem Königsberg, zwischen Ilsenburg und Schierke                          | Sachsen-Anhalt |
| Steile Wand                             | 51° 47′ 46″ N, 10° 30′ 54″ O                                          | max. ca. 780 m                                                        | am Bruchberg, in Richtung Torfhaus                                           | Niedersachsen  |
| Stollenklippe                           | 51° 43′ 39″ N, 10° 24′ 55″ O                                          | max. ca. 690 m                                                        | Auf dem Acker                                                                | Niedersachsen  |
| Taubenklippe                            | 51° 51′ 46″ N, 10° 37′ 4″ O                                           | max. 560,3 m                                                          | im Tal der Ecker, bei Ilsenburg, am Frankenberg                              | Sachsen-Anhalt |
| Teufelskanzel                           | 51° 47′ 52″ N, 10° 36′ 59″ O                                          |                                                                       | auf dem Brocken                                                              | Sachsen-Anhalt |
| Teufelskanzel                           | 51° 52′ 17″ N, 10° 28′ 28″ O                                          |                                                                       | Okertal, Landkreis Goslar                                                    | Niedersachsen  |
| Teufelsmauer                            | 51° 47′ 8″ N, 10° 58′ 16″ O                                           | max. 331,5 m                                                          | am Heidelberg zwischen Blankenburg und Ballenstedt                           | Sachsen-Anhalt |
| Teufelsmühle                            | siehe Große Teufelsmühle oder Kleine Teufelsmühle                     | siehe Große Teufelsmühle oder Kleine Teufelsmühle                     | siehe Große Teufelsmühle oder Kleine Teufelsmühle                            | Sachsen-Anhalt |
| Tofana                                  | 51° 52′ 36″ N, 10° 28′ 27″ O                                          |                                                                       | Teil der Adlerklippen bei Goslar-Oker im Okertal                             | Niedersachsen  |
| Treppenstein                            | 51° 52′ 20″ N, 10° 28′ 50″ O                                          | max. ca. 511 m                                                        | im Okertal, am Huthberg, zwischen Oker und Schulenberg                       | Niedersachsen  |
| Trudenstein                             | 51° 46′ 19″ N, 10° 41′ 47″ O                                          | bei ca. 735 m                                                         | bei Schierke, am Hohnekopf des Hohnekamms                                    | Sachsen-Anhalt |
| Uhlenstein                              | 51° 40′ 17″ N, 11° 2′ 33″ O                                           | max 469,1 m                                                           | im Tal des Uhlenbachs, Friedrichsbrunn                                       | Sachsen-Anhalt |
| Uhuklippen                              | 51° 52′ 31″ N, 10° 28′ 23″ O                                          | max. ca. 390 m                                                        | bei Goslar-Oker im Okertal                                                   | Niedersachsen  |
| Viktorsklippen                          | 51° 42′ 55″ N, 11° 6′ 8″ O                                            |                                                                       | im Tal des Kältetalbachs, nahe Bad Suderode                                  | Sachsen-Anhalt |
| Winterklippen                           | 51° 43′ 26″ N, 11° 4′ 5″ O                                            | max. ca. 420 m                                                        | im Tal des Wurmbachs, nahe Stecklenberg                                      | Sachsen-Anhalt |
| Woldsbergklippen                        | 51° 52′ 43″ N, 10° 37′ 14″ O                                          | bei ca. 560 m                                                         | am Woldsberg, bei Bad Harzburg                                               | Niedersachsen  |
| Wolfsklippen                            | 51° 45′ 28″ N, 10° 25′ 11″ O                                          | max. ca. 640 m                                                        | am Wolfskopf, bei Kamschlacken                                               | Niedersachsen  |
| Wolfsklippen (Wolfsklippe)              | 51° 49′ 8″ N, 10° 40′ 22″ O                                           | ca. 710 m                                                             | zwischen Drei Annen Hohne und der Plessenburg                                | Sachsen-Anhalt |
| Wolfswarte                              | 51° 47′ 25″ N, 10° 30′ 11″ O                                          | max. ca. 918 m                                                        | am Bruchberg, nahe Torfhaus                                                  | Niedersachsen  |
| Wulffsschurre                           | 51° 43′ 56″ N, 10° 32′ 21″ O                                          | max. ca. 840 m                                                        | auf dem Rehberg, bei Sankt Andreasberg                                       | Niedersachsen  |
| Wurmbergklippen                         | siehe Große Wurmbergklippe oder Kleine Wurmbergklippe                 | siehe Große Wurmbergklippe oder Kleine Wurmbergklippe                 | siehe Große Wurmbergklippe oder Kleine Wurmbergklippe                        | Niedersachsen  |
| Zeterkleeklippe                         | Koordinaten fehlen! Hilf mit.                                         |                                                                       | am/auf dem Knechtskopf, bei/nahe Wernigerode                                 | Sachsen-Anhalt |
| Zeterklippen                            | siehe Große Zeterklippe, Kleine Zeterklippe oder Mittlere Zeterklippe | siehe Große Zeterklippe, Kleine Zeterklippe oder Mittlere Zeterklippe | siehe Große Zeterklippe, Kleine Zeterklippe oder Mittlere Zeterklippe        | Sachsen-Anhalt |

## Bilder

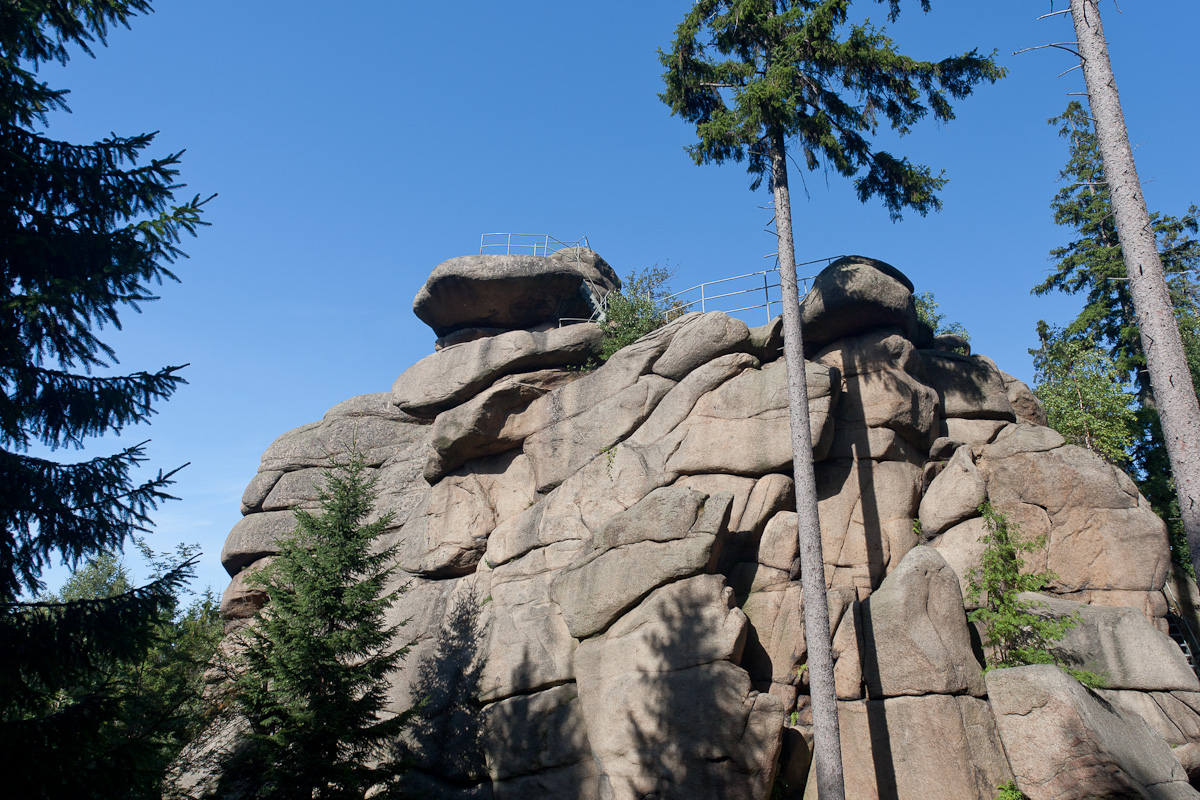
Ottofels, nahe dem Hohnekamm
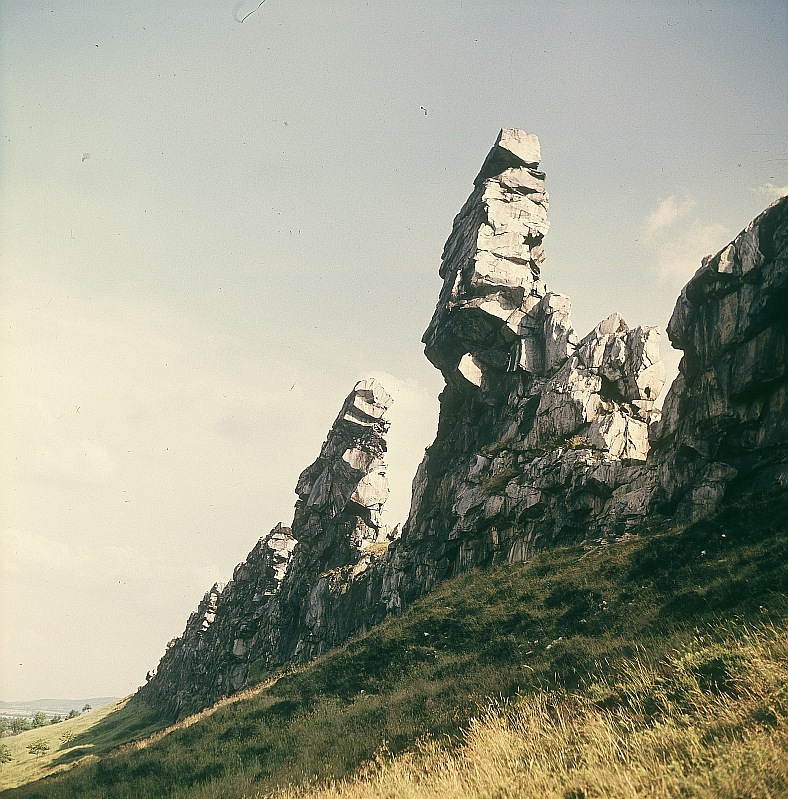
Mittelsteine, Teil der Teufelsmauer
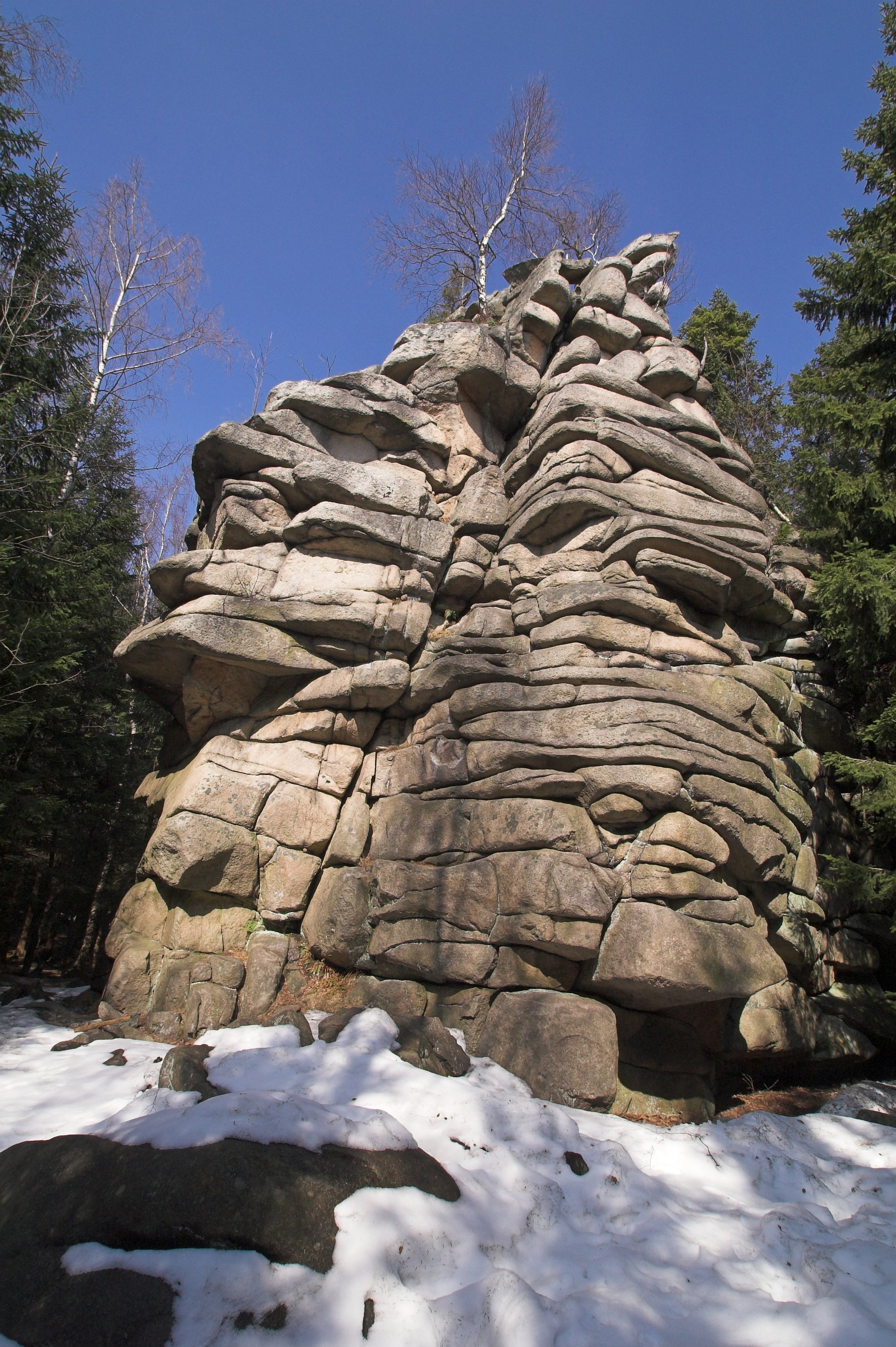
Südwestliche Schnarcherklippen, auf dem Barenberg
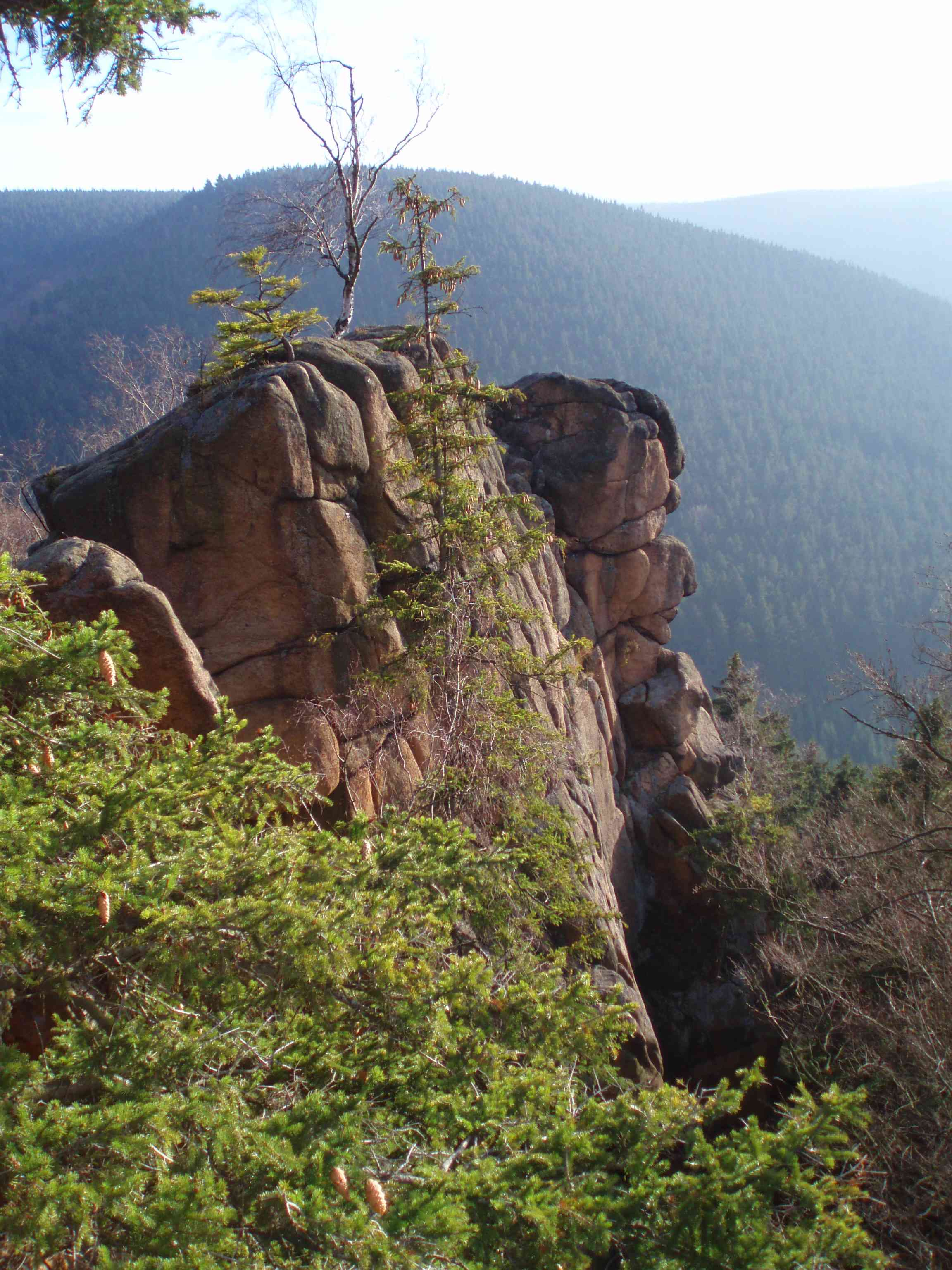
Rabenklippe, am Kaltetalskopf
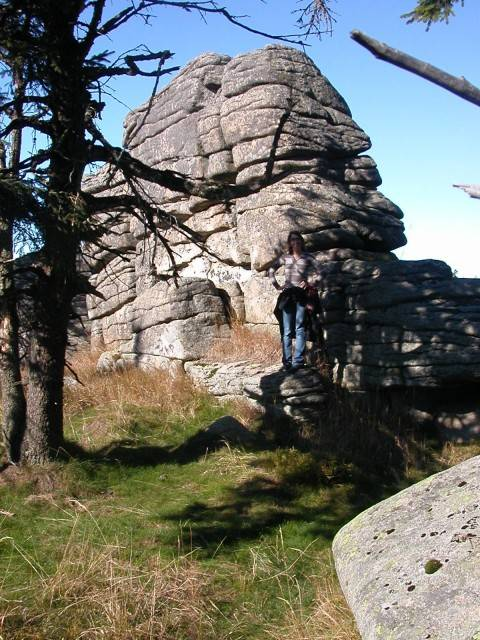
Hirschhornklippen, auf dem Königsberg
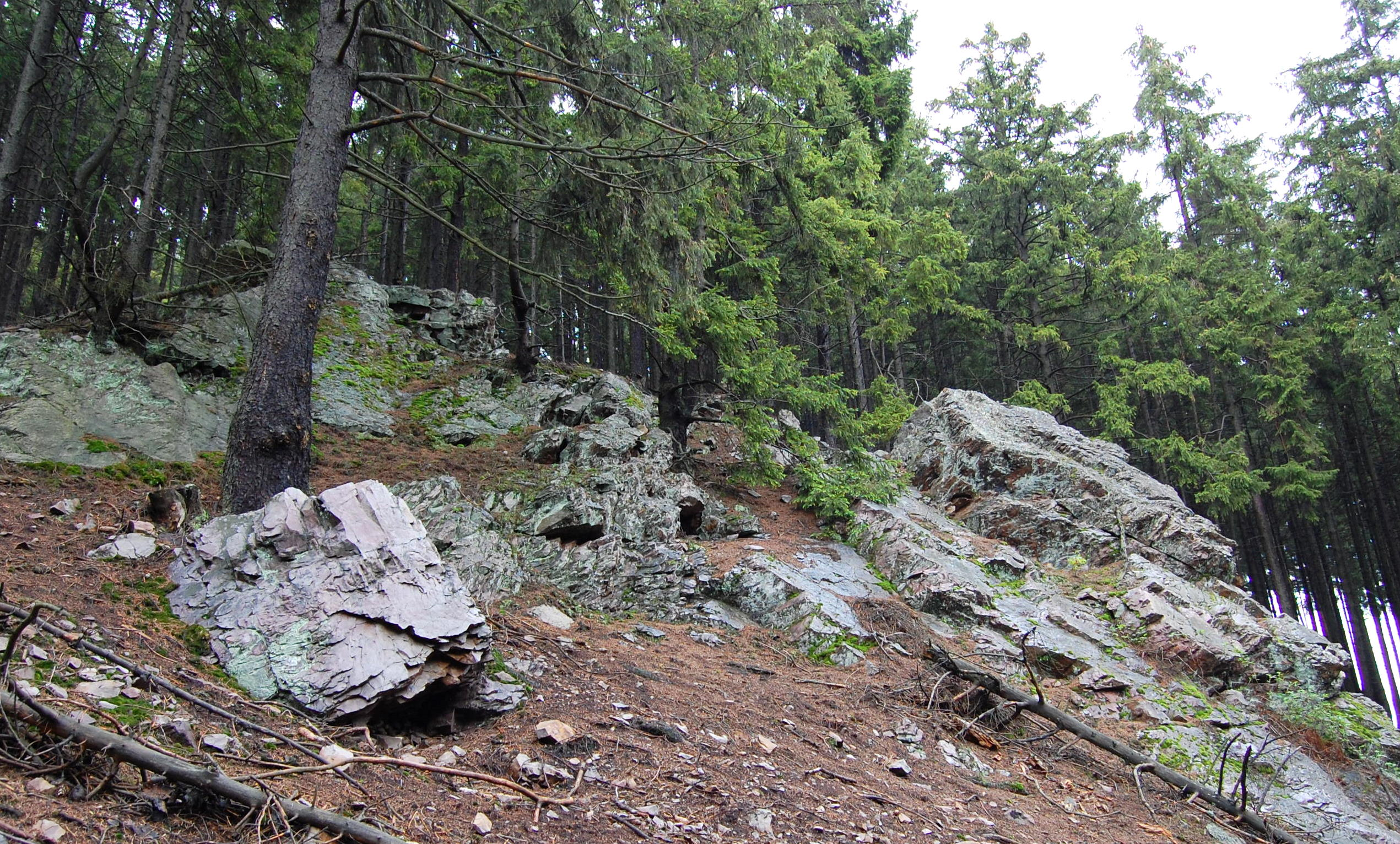
Harschenhöllenklippe, am Halberstädter Berg
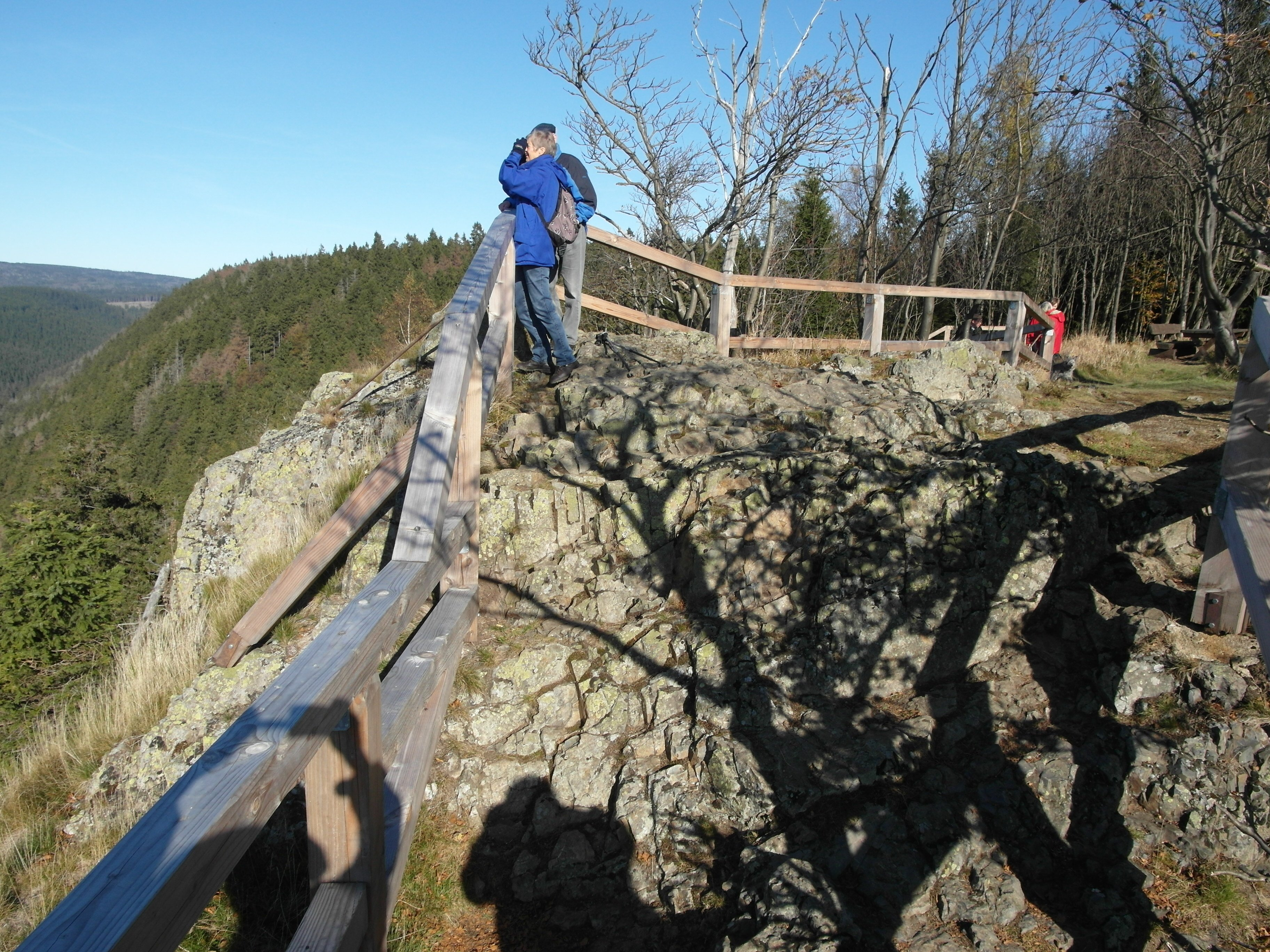
Hahnenkleeklippen, nahe Königskrug, oberhalb des Odertals
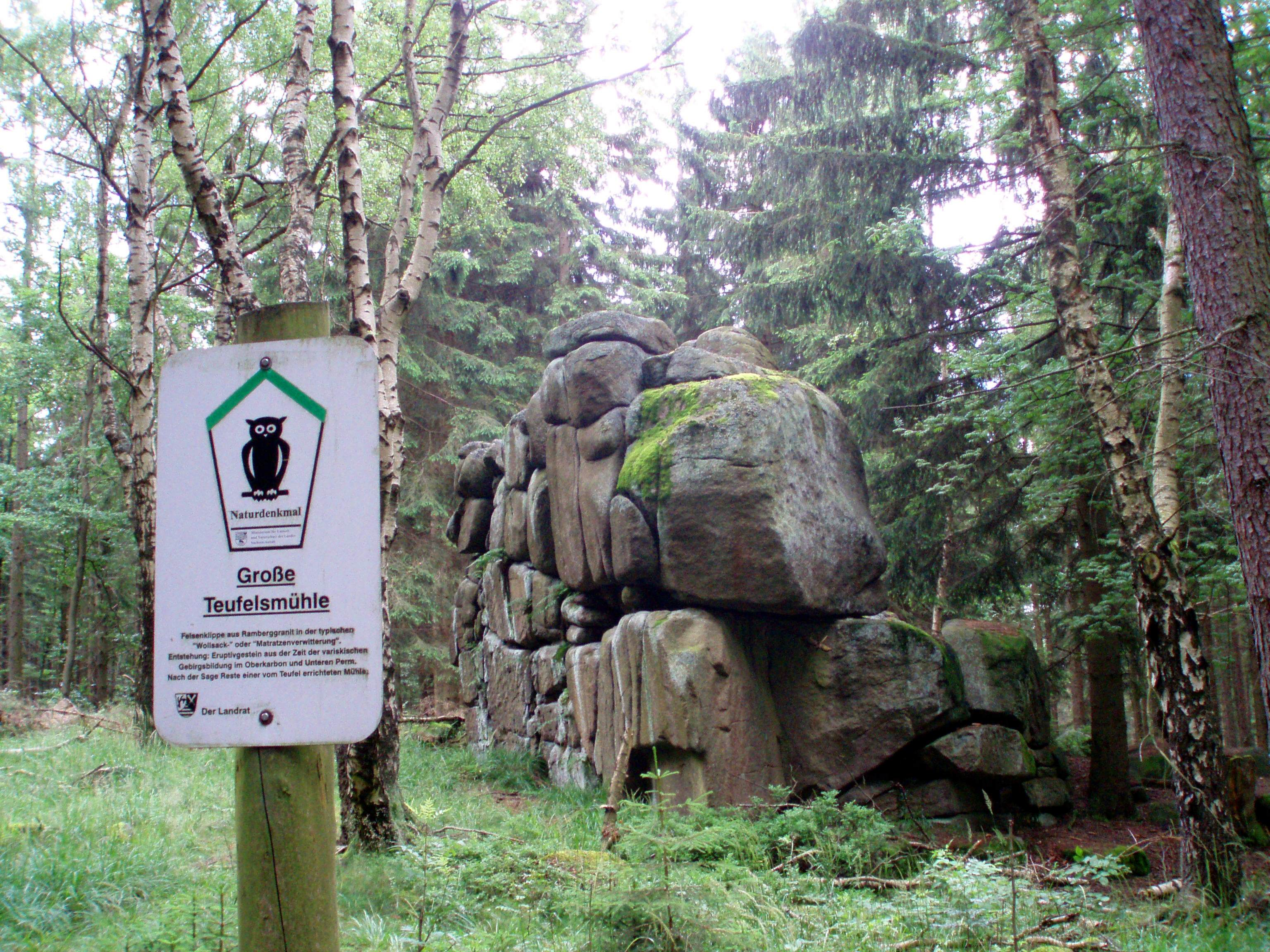
Große Teufelsmühle, auf der Viktorshöhe
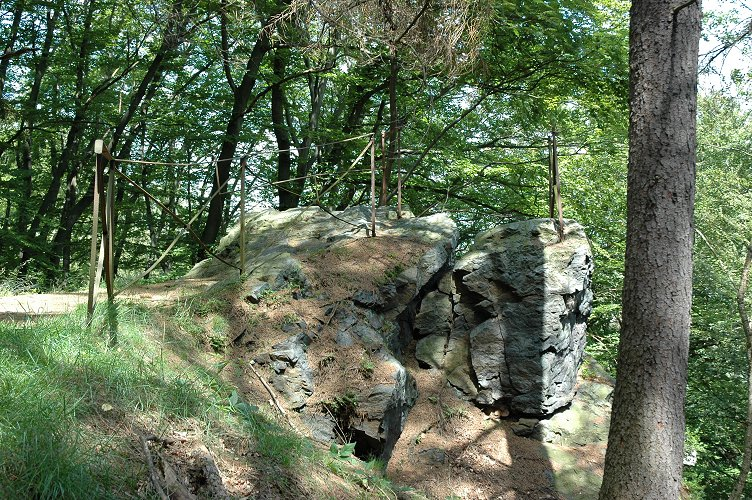
Bäumlersklippe, auf dem Meineberg
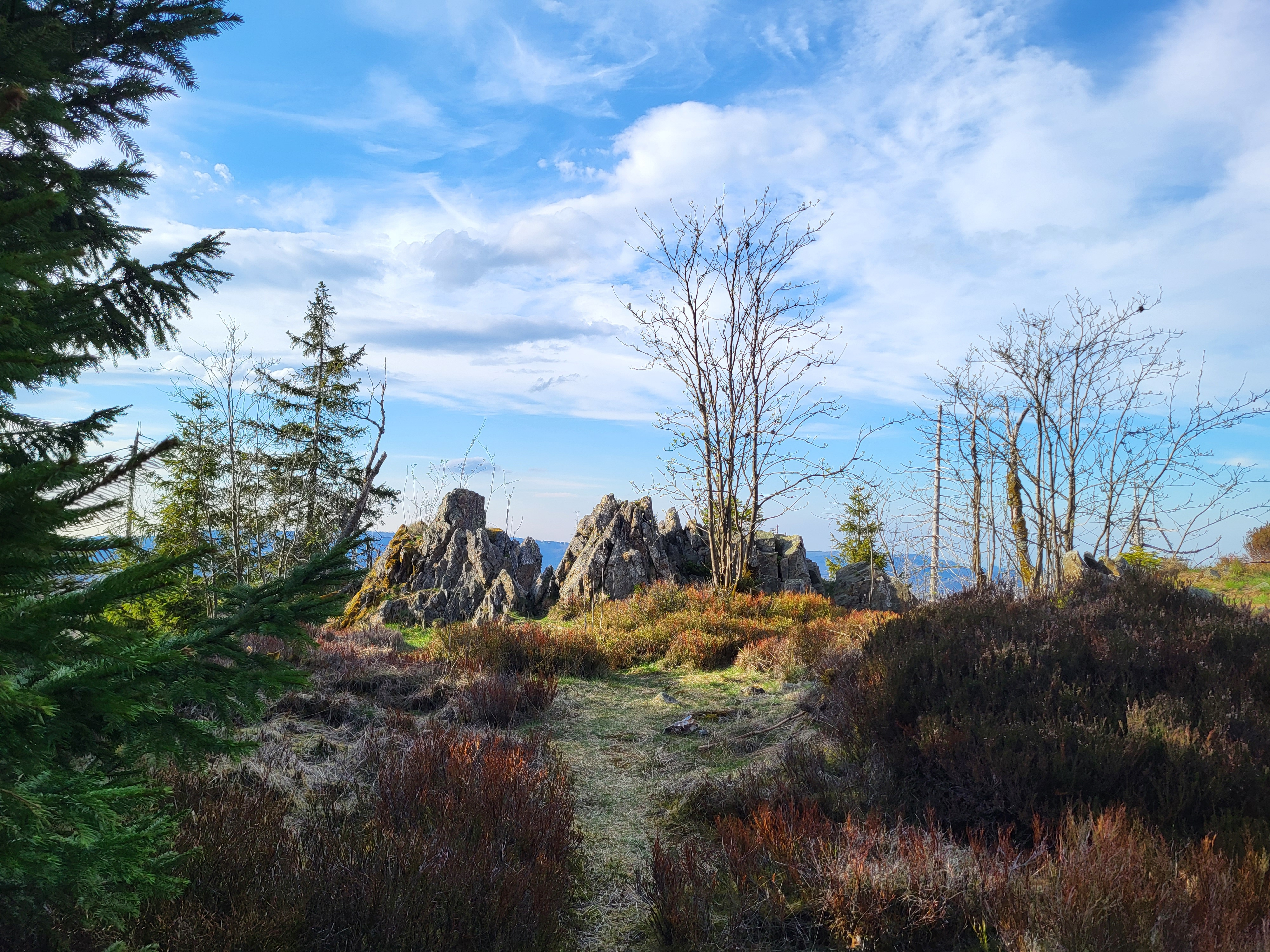
Branderklippe bei Altenau